# Місія нездійсненна 3
«Місія нездійсненна 3» (англ. Mission: Impossible 3) — американський пригодницький бойовик 2006 року, знятий режисером Джеффрі Абрамсом спільно США та Німеччиною. Виконавцем головної ролі, а також одним із продюсерів, є Том Круз, який зіграв спеціального агента Ітана Ганта. У фільмі також знялись Філіп Сеймур Гоффман, Вінг Реймс, Мішель Монаган, Біллі Крудап, Лоуренс Фішборн та Джонатан Ріс-Майєрс. Є продовженням бойовиків «Місія нездійсненна (фільм)» (1996) та «Місія нездійсненна 2 (фільм)» (2000). З цим фільмом титульна назва серії фільмів українською змінилася з «Місія нездійсненна» на «Місія нездійсненна».
Прем'єра фільму відбулася 24 квітня 2006 року в Італії. Згодом, 4 травня 2006 року, стрічка вийшла в прокат в Україні, а 5 травня 2006 року — в США.

## Сюжет
Спецагент Ітан Гант опинився в полоні невідомого чоловіка, котрий допитується де справжня «кроляча лапка». Викрадач погрожує вбити його наречену Джулію, якщо той не розкаже. Ітан погоджується добути потрібну «кролячу лапку».
Дія переноситься на якийсь час у минуле. Ітан, розважаючись із нареченою в ресторані перед заручинами, отримує повідомлення від агента Джона Максгрейва. Той передає фотокамеру із записом про зникнення агента Ліндсі Ферріс, яка слідкувала за торговцем зброєю Оуеном Девіном. Річ у тому, що Ітан навчав Ліндсі. Агент вирушає в Берлін, щоби знайти її, до нього приєднуються Лютер Стікел, Деклан Громлі та Зен.
Команда Ітана вислідковує викрадачів й оточує будівлю, де утримують Ліндсі, кулеметними турелями. Гант проникає всередину, знаходить ученицю й тікає з нею, поки охорона спантеличена обстрілом турелей. Деклан забирає агентів на гелікоптері, але їх переслідує гелікоптер Оуена. Виявляється, в голову Ліндсі вживлено мініатюрну бомбу. Ітан намагається спалити бомбу дефібрилятором, але розряд виявляється недостатнім. Хоча ворожий гелікоптер вдається збити, Ліндсі гине. Директор ЦРУ Теодор Брассел відсторонює Ітана від завдання. Засмучений агент повертається додому.
На похоронах Ліндсі Ітан довідується, що вона лишила для нього сховану в листівці магнітну мікрокрапку. Там немає ніяких зображень, але спроба розгадати таємницю мікрокрапки приводить до хакера Бенджі Данна. Він каже, що Девіан невдовзі перебуватиме у Ватикані. Після заручин Ітан збирає команду знову, аби розшукати Девіана.
Команда проникає до Ватикану й вислідковує лиходія. Зен виливає на Девіана вино, змусивши його піти у вбиральню. Ітан присипляє там Девіана й видає себе за нього, одягнувши маску. Лютер робить на основі зразка голосу Оуена голосовий імітатор. Ітан у вигляді Девіана відпускає охорону та їде із Зен, щоби та загладила свою провину. Авто агенти підривають, тож Девіана вважають загиблим.
Везучи Девіана на літаку, Ітан допитує його, той погрожує знайти дружину Ітана й розправитись із нею. Він згадує «кролячу лапку», за перешкоди в пошуку якої убив Ліндсі. В пориві люті Гант ледве не викидає Оуена з літака, але Лютер зупиняє його. Коли група прилітає в США, конвой з Девіаном атакує безпілотник його спільників. Вони повертають в'язня, Ітан намагається їм завадити, стріляючи з кулемета, але лиходій тікає.
Оуен телефонує Ітану з погрозою викрасти Джулію. Ітан поспішає врятувати її, але люди Оуена встигають викрасти Джулію. За її життя той вимагає добути «кролячу лапку». Теодор затримує Ітана за самоуправство та ув'язнює. Проте агент Масгрейв допомагає йому втекти з-під варти й дає наведення в Шанхаї, куди й вирушає Ітан.
Лютер, Зен і Громлі приєднуються до Ітана та марно відмовляють його від зухвалого плану викрадення «кролячої лапки». Поки Зен відвертає увагу охорони, Ітан за допомогою тросу стрибає з одного хмарочоса на інший. Йому вдається викрасти «кролячу лапку» та зістрибнути з хмарочоса з парашутом. Кілька разів таємнича річ майже губиться, та все ж Громлі підбирає Ітана на авто. Оуен призначає місце зустрічі.
Ітану дають випити снодійне, й отямлюється він поряд із Джулією в полоні Оуена. Той вважає, що «кроляча лапка» підроблена й наказує застрелити Джулію. Коли наказ виконують, приходить Мосгрейв і показує, що під маскою Джулії була начальниця охорони Девіана, котру він покарав за провал у Ватикані. Гант розуміє, що Мосгрейв навів Оуена на Ліндсі. Мосгрейв намагається схилити Ітана на бік Девіана, мовляв, якщо Оуен скористається «кролячою лапкою» для терактів, США матиме привід для миротворчої операції та поширення свого впливу. Ітану вдається звільнитись і зателефонувати до свого колеги Бенджі. Відслідкувавши координати мобільних телефонів, Бенджі допомагає розшукати Ліндсі й Оуена. Девіан перемагає Ганта у двобої та збирається застрелити, проте в останню мить Ітан викидає лиходія у вікно, де того збиває вантажівка. Ітан звільняє Джулію, але здогадується, що йому вживлено мікробомбу. Він доручає Джулії вразити його струмом, а потім реанімувати.
Ітан зізнається дружині, що є спецагентом, й вони повертаються до США. Брассел висловлює йому подяку й пропонує нове завдання, та Ітан просить вільного часу хоча б на медовий місяць. Також він запитує, що таке «кроляча лапка», але той обіцяє розповісти згодом, якщо Ітан повернеться до роботи.

## В ролях
- Том Круз — Ітан Гант
- Вінг Реймс — Лютер Стікел
- Філіп Сеймур Гоффман — Оуен Девіан
- Біллі Крудап — Джон Масгрейв
- Мішель Монаган — Джулія
- Джонатан Ріс-Майєрс — Деклан Громлі
- Кері Расселл — Ліндсі Ферріс
- Меггі К'ю — Чжень
- Саймон Пегг — Бенджі Данн
- Едді Марсан — Браунвей
- Лоуренс Фішборн — Теодор Брассел
- Аарон Пол — Рік Мід
- Саша Александер — Мелісса

## Український дубляж
Фільм дубльовано українською студією Так Треба Продакшн на замовлення vod-провайдера sweet.tv у 2020 році.
- Режисер дубляжу — Галина Железняк
- Звукорежисери запису — Андрій Єршов, Дмитро Бойко, Ярослав Зелінський, Олексанлр Кривов'яз
- Звукорежисер постпродакшн — Дмитро Бойко

Ролі дублювали: Андрій Федінчик, Дмитро Терещук, Володимир Терещук, Наталя Поліщук, Андрій Соболєв, Олександр Шевчук, Євген Пашин, Дмитро Гаврилов, Борис Георгієвський, Людмила Чиншева, Олег Стальчук, Вікторія Москаленко, Вікторія Левченко, Оксана Гринько, Кирило Татарченко та інші.

## Касові збори
За перший вікенд прокату в США фільм зібрав майже 48 мільйонів доларів, а загальносвітові світові збори склали понад 397 мільйонів доларів США.